# Frederik I van Saksen-Gotha-Altenburg
Frederik I van Saksen-Gotha-Altenburg (Gotha, 15 juli 1646 - Friedrichswerth, 2 augustus 1691) was van 1575 samen met zijn zes broers hertog van Saksen-Gotha en na de deling van Saksen-Gotha in 1680 tot aan zijn dood hertog van Saksen-Gotha-Altenburg. Hij behoorde tot de linie Saksen-Gotha van het huis Wettin.

## Levensloop
Frederik werd geboren als oudste zoon van hertog Ernst I van Saksen-Gotha en diens echtgenote Elisabeth Sophia, dochter van hertog Johan Filips van Saksen-Altenburg. Zijn vader bestuurde vanaf 1640 het hertogdom Saksen-Gotha en bemachtigde in 1672 via erfopvolging het hertogdom Saksen-Altenburg. Frederik kreeg van zijn vader de regering in Saksen-Altenburg toegewezen. In 1674 schonk zijn door ziektes verzwakte vader de regeringszaken van al zijn gebieden aan Frederik. 
Na de dood van zijn vader in 1675 voerde hij met enig voorbehoud het testament van zijn vader uit. Hij moest de regering delen met zijn zes jongere broers, aangezien zijn vader geen verdeling van zijn landerijen had gewenst en ook geen eerstgeboorterecht had ingevoerd. Dit veroorzaakte al snel spanningen, wat de familiebanden geen goed deed. Zo hield de gezamenlijke hofhouding van de zeven broers in het Slot Friedenstein slechts stand tot in 1676. 
Uiteindelijk werden er onderhandelingen begonnen om de vaderlijke erfenis tussen de zeven broers te verdelen. Het resulterende akkoord ging in werking op 24 februari 1680. Frederik behield twaalf districten en het hertogdom dat hieruit ontstond noemde hij Saksen-Gotha-Altenburg. Het bestond uit drie grote, maar niet-aangesloten gebieden dat de steden Gotha, Kahla en Altenburg en zes kleine enclaves omvatte. Als residentie koos Frederik voor het Slot Friedenstein.
Tijdens zijn bewind zette Frederik zich in om het werk van zijn vader voort te zetten. Om verdere landsverdelingen van zijn gebied te verhinderen, voerde hij in 1685 het eerstgeboorterecht in. Vanaf 1677 liet hij in het dorp Erffa het lustslot Friedrichswerth bouwen, dat zich ongeveer 15 kilometer van de stad Gotha bevond. 
In 1683 stichtte Frederik het nog steeds bestaande Slottheater van Gotha. Hij was ook een ijverig dagboekschrijver; zijn overgebleven dagboeken behoren tot de belangrijkste vorstelijke zelfgetuigenissen van de 17e eeuw en bewijzen een zeer verregaande, maar ook praktische interesse in de alchemie. Hij nam deel aan de Grote Turkse Oorlog en aan de Negenjarige Oorlog. De financiën van zijn kleine staat ruïneerde hij door een staand leger uit te bouwen, dat bij zijn dood 10.000 soldaten omvatte. 
In augustus 1691 stierf hij tijdens een verblijf in het lustslot Friedrichswerth. Hij werd naast zijn tien jaar daarvoor overleden echtgenote bijgezet in de Slotkerk van het Slot Friedenstein. Zijn oudste zoon Frederik II volgde hem op als hertog van Saksen-Gotha-Altenburg.

## Huwelijken en nakomelingen
Op 14 november 1669 huwde hij met Magdalena Sibylla (1648-1681), dochter van hertog August van Saksen-Weißenfels Ze kregen acht kinderen:
- Anna Sophia (1670-1728), huwde in 1691 met vorst Lodewijk Frederik I van Schwarzburg-Rudolstadt
- Magdalena Sibylla (1671-1673)
- Dorothea Maria (1674-1713), huwde in 1704 met hertog Ernst Lodewijk I van Saksen-Meiningen
- Frederica (1675-1709), huwde in 1702 met vorst Johan August van Anhalt-Zerbst
- Frederik II (1676-1732), hertog van Saksen-Gotha-Altenburg
- Johan Willem (1677-1707)
- Elisabeth (1679-1680)
- Johanna (1680-1704), huwde in 1702 met hertog Adolf Frederik II van Mecklenburg-Strelitz

Na de dood van zijn eerste echtgenote hertrouwde Frederik op 14 augustus 1681 met Christina (1645-1705), dochter van markgraaf Frederik VI van Baden-Durlach. Het huwelijk bleef kinderloos.

## Voorouders
| Voorouders van Frederik I van Saksen-Gotha-Altenburg | Voorouders van Frederik I van Saksen-Gotha-Altenburg                                          | Voorouders van Frederik I van Saksen-Gotha-Altenburg                                          | Voorouders van Frederik I van Saksen-Gotha-Altenburg                                          | Voorouders van Frederik I van Saksen-Gotha-Altenburg                                          | Voorouders van Frederik I van Saksen-Gotha-Altenburg                                             | Voorouders van Frederik I van Saksen-Gotha-Altenburg                                             | Voorouders van Frederik I van Saksen-Gotha-Altenburg                                             | Voorouders van Frederik I van Saksen-Gotha-Altenburg                                             |
| ---------------------------------------------------- | --------------------------------------------------------------------------------------------- | --------------------------------------------------------------------------------------------- | --------------------------------------------------------------------------------------------- | --------------------------------------------------------------------------------------------- | ------------------------------------------------------------------------------------------------ | ------------------------------------------------------------------------------------------------ | ------------------------------------------------------------------------------------------------ | ------------------------------------------------------------------------------------------------ |
| Overgrootouders                                      | Johan Willem van Saksen-Weimar (1530–1537) ∞ Dorothea Susanna van de Palts (1544-1592)        | Johan Willem van Saksen-Weimar (1530–1537) ∞ Dorothea Susanna van de Palts (1544-1592)        | Joachim Ernst van Anhalt (1536-1586) ∞ Eleonora van Württemberg (1552-1618)                   | Joachim Ernst van Anhalt (1536-1586) ∞ Eleonora van Württemberg (1552-1618)                   | Frederik Willem I van Saksen-Weimar (1562-1602) ∞ Sophia van Württemberg (1563-1590)             | Frederik Willem I van Saksen-Weimar (1562-1602) ∞ Sophia van Württemberg (1563-1590)             | Hendrik Julius van Brunswijk-Wolfenbüttel (1564–1613) ∞ Dorothea van Saksen (1563-1587)          | Hendrik Julius van Brunswijk-Wolfenbüttel (1564–1613) ∞ Dorothea van Saksen (1563-1587)          |
| Grootouders                                          | Johan III van Saksen-Weimar (1570–1605) ∞ Dorothea Maria van Anhalt (1574-1617)               | Johan III van Saksen-Weimar (1570–1605) ∞ Dorothea Maria van Anhalt (1574-1617)               | Johan III van Saksen-Weimar (1570–1605) ∞ Dorothea Maria van Anhalt (1574-1617)               | Johan III van Saksen-Weimar (1570–1605) ∞ Dorothea Maria van Anhalt (1574-1617)               | Johan Filips van Saksen-Altenburg (1597-1639) ∞ Elisabeth van Brunswijk-Wolfenbüttel (1593-1650) | Johan Filips van Saksen-Altenburg (1597-1639) ∞ Elisabeth van Brunswijk-Wolfenbüttel (1593-1650) | Johan Filips van Saksen-Altenburg (1597-1639) ∞ Elisabeth van Brunswijk-Wolfenbüttel (1593-1650) | Johan Filips van Saksen-Altenburg (1597-1639) ∞ Elisabeth van Brunswijk-Wolfenbüttel (1593-1650) |
| Ouders                                               | Ernst I van Saksen-Gotha (1601–1675) ∞ 1636 Elisabeth Sophia van Saksen-Altenburg (1619-1680) | Ernst I van Saksen-Gotha (1601–1675) ∞ 1636 Elisabeth Sophia van Saksen-Altenburg (1619-1680) | Ernst I van Saksen-Gotha (1601–1675) ∞ 1636 Elisabeth Sophia van Saksen-Altenburg (1619-1680) | Ernst I van Saksen-Gotha (1601–1675) ∞ 1636 Elisabeth Sophia van Saksen-Altenburg (1619-1680) | Ernst I van Saksen-Gotha (1601–1675) ∞ 1636 Elisabeth Sophia van Saksen-Altenburg (1619-1680)    | Ernst I van Saksen-Gotha (1601–1675) ∞ 1636 Elisabeth Sophia van Saksen-Altenburg (1619-1680)    | Ernst I van Saksen-Gotha (1601–1675) ∞ 1636 Elisabeth Sophia van Saksen-Altenburg (1619-1680)    | Ernst I van Saksen-Gotha (1601–1675) ∞ 1636 Elisabeth Sophia van Saksen-Altenburg (1619-1680)    |
| Frederik I van Saksen-Gotha-Altenburg (1646–1691)    |                                                                                               |                                                                                               |                                                                                               |                                                                                               |                                                                                                  |                                                                                                  |                                                                                                  |                                                                                                  |